# Джеремая Дентон
Джеремая Ендрю Дентон-молодший (англ. Jeremiah Andrew Denton, Jr.; 15 липня 1924, Мобіл, Алабама — пом. 28 березня 2014, Вірджинія-Біч, Вірджинія) — американський військовик (контр-адмірал) і політик-республіканець, сенатор США від штату Алабама з 1981 по 1987 рр. Він провів майже вісім років як військовополонений у Північному В'єтнамі під час війни у В'єтнамі. Пізніше він написав книгу про ці події, яка була пізніше екранізована.
У 1946 р. він закінчив Військово-морську академію США в Аннаполісі. У 1964 р. він отримав ступінь магістра мистецтв у галузі міжнародних відносин в Університеті Джорджа Вашингтона. Він служив у ВМС США з 1946 по 1977 рр.